# Дворжицкий, Корнелий Адрианович
Корнелий (Корнилий) Адрианович Дворжицкий (1862—1913) — русский поэт, фельетонист; по профессии — юрист; статский советник.

## Биография
Родился 10 (22) сентября 1862 года — сын Санкт-Петербургского полицеймейстера Андриана Ивановича Дворжицкого, следовавшего за каретой императора Александра II в день покушения на него 1 марта 1881 года; был назван в честь деда по матери.
Учился в Императорском училище правоведения, из которого был выпущен в апреле 1883 года X-м классом (коллежский секретарь).
В январе 1889 года женился на дочери полковника лютеранского вероисповедания Альме Людомировне Бирон, которая в православии приняла имя Ольга. У них родились сын Георгий (14.10.1889—30.06.1971) и дочь Евгения (04.05.1891—?). С 10 ноября 1893 года его женой была вдова капитана Мария Сигизмундовна Лабунская; у них 29 ноября 1903 года родился сын Олег.
Служил в Санкт-Петербургской судебной палате, публиковал статьи в юридической периодике. Писал стихи; в 1886 году вышел его сборник (СПб.: тип. Э. Арнгольда, 1886. — [4], IV, [2], 138 с.), в 1893 году напечатано его стихотворение в сборнике «Сказки Фемиды». В 1913 году опубликовал воспоминания своего отца, дополнив их своими личными: Дворжицкий К. А. Первое марта 1881 года // Исторический вестник. — СПб.: Тип. А. С. Суворина, 1913. — Т. CXXXI. — С. 113—132.. Отдельными изданиями напечатаны: «Военно-судебные подследственность и подсудность» (СПб.: Н. К. Мартынов, 1912. — 64 с.); «Император Александр II в Эмсе» (СПб.: Т-во худож. печати, [1914]. — 8 с.).
В октябре 1909 года в третий раз женился — на швейцарской подданной Алисе Францевне Донденаз.
Умер в 1913 году.